# يويا تاناكا
يويا تاناكا (باليابانية: 田中悠也) هو لاعب كرة قدم ياباني، ولد في 2000 في تشيبا في اليابان. لعب مع Giravanz Kitakyushu ‏.

## وصلات خارجية
- يويا تاناكا على موقع رابطة كرة القدم اليابانية للمحترفين (اليابانية)
- يويا تاناكا على موقع قاعدة بيانات كرة القدم.إي يو (الإنجليزية)
- يويا تاناكا على موقع Soccerway.com (الإنجليزية)
- يويا تاناكا على موقع عالم كرة القدم.نت (الإنجليزية)